# Água Branca (Paraíba)
Pour les articles homonymes, voir Água Branca.
Água Branca est une ville brésilienne du sud-ouest de l'État de la Paraíba.
Sa population était estimée à 9 224 habitants en 2007. La municipalité s'étend sur 221 km2.

## Maires
| Période | Période | Identité                 | Étiquette | Qualité |
| ------- | ------- | ------------------------ | --------- | ------- |
| 2005    | 2008    | Hercules Sidiney Firmino | DEM       |         |
| 2009    | 2012    | Aroudo Firmino Batista   | DEM       |         |